# Duguetia tenuis
Duguetia tenuis este o specie de plante angiosperme din genul Duguetia, familia Annonaceae, descrisă de Robert Elias Fries. Conform Catalogue of Life specia Duguetia tenuis nu are subspecii cunoscute.